# Föräldraskap
För andra betydelser, se Förälder.
Föräldraskap (originaltitel: Parenthood) är en amerikansk komedifilm från 1989 i regi av Ron Howard.

## Handling
Om familjen Buckman och deras tre barn och närmsta släkten. Medan de har gett sina barn en "fri" uppfostran får grannarna Huffners unga dotter lyssna till Kafka.

## Om filmen
Två av de medverkande nominerades till Oscar. Randy Newman nominerades för Bästa musik och Dianne Wiest för Bästa kvinnliga biroll

## Rollista (urval)
- Steve Martin - Gil Buckman
- Dianne Wiest - Helen Buckman
- Rick Moranis - Nathan Huffner
- Mary Steenburgen - Karen Buckman
- Jason Robards - Frank Buckman
- Keanu Reeves - Tod Higgins
- Tom Hulce - Larry Buckman
- Joaquin Phoenix - Garry Buckman-Lampkin